# Zapasy na Letnich Igrzyskach Olimpijskich 1984 – kategoria do 74 kg w stylu klasycznym
Zmagania mężczyzn do 74 kg to jedna z dziesięciu męskich konkurencji w zapasach w stylu klasycznym rozgrywanych podczas Letnich Igrzysk Olimpijskich 1984. Pojedynki w tej kategorii wagowej odbyły się w dniach 31 lipca – 2 sierpnia.

## Klasyfikacja[1]
| Pozycja | Nazwisko             | Kraj              |
| ------- | -------------------- | ----------------- |
| 1       | Jouko Salomäki       | Finlandia         |
| 2       | Roger Tallroth       | Szwecja           |
| 3       | Ștefan Rusu          | Rumunia           |
| 4       | Kim Yeong-nam        | Korea Południowa  |
| 5       | Karlo Kasap          | Jugosławia        |
| 6       | Martial Mischler     | Francja           |
| 7       | Chris Catalfo        | Stany Zjednoczone |
| 8       | Muhammad Hammad      | Egipt             |
| 9       | Celal Taşkıran       | Turcja            |
| 10      | Karl-Heinz Helbing   | RFN               |
| 11      | Jeff Stuebing        | Kanada            |
| 12      | Abd al-Aziz at-Tahir | Maroko            |
| 13      | Takahiro Mukai       | Japonia           |
| 14      | Romelio Salas        | Kolumbia          |
| 15      | Ali Hussain Faris    | Irak              |
| 16      | Óscar Strático       | Argentyna         |
| .       | Issam Awarke         | Liban             |

## Zasady[2]
Uczestnicy zostali podzieleni na dwie grupy. Zawodnik który przegrał dwie walki odpadł z dalszej rywalizacji.
- TF — Łopatki
- ST — Przewaga (12 punktów różnicy, przewaga techniczna)
- SO — Przewaga (8-11 punktów różnicy, pokonany bez punktów)
- SP — Przewaga (8-11 punktów różnicy, pokonany zdobył punkty)
- PP — Na punkty (1-7 punktów różnicy, pokonany zdobył punkty)
- PO — Na punkty (1-7 punktów różnicy, pokonany bez punktów)
- PS — Pasywność (Przy prowadzeniu różnicą 8-11 punktów)
- DC — Decyzja (Przy wyniku 0-0)

## Wyniki

### Rundy eliminacyjne

#### Grupa A
| Przegrane | Zawodnik           | Wynik      | Czas/Punkty | Zawodnik           | Przegrane |         |
| Runda 1   | Runda 1            | Runda 1    | Runda 1     | Runda 1            | Runda 1   | Runda 1 |
| --------- | ------------------ | ---------- | ----------- | ------------------ | --------- | ------- |
| 1         | Óscar Strático     | 0-4 ST     | 0-12        | Karl-Heinz Helbing | 0         |         |
| 0         | Kim Yeong-nam      | 3-1 PP     | 12-6        | Chris Catalfo      | 1         |         |
| 1         | Issam Awarke       | 0-4 ST     | 0-13        | Martial Mischler   | 0         |         |
| 1         | Takahiro Mukai     | 1-3 PP     | 9-10        | Celal Taşkıran     | 0         |         |
| 0         | Roger Tallroth     |            |             | Bez walki          |           |         |
| Runda 2   |                    |            |             |                    |           |         |
| 0         | Roger Tallroth     | 4-0 ST     | 12-0        | Óscar Strático     | 2         |         |
| 1         | Karl-Heinz Helbing | 1-3 PP     | 2-7         | Kim Yeong-nam      | 0         |         |
| 1         | Chris Catalfo      | 4-0 DQ     | 1:40        | Issam Awarke       | 2         |         |
| 0         | Martial Mischler   | 4-0 ST     | 13-1        | Takahiro Mukai     | 2         |         |
| 0         | Celal Taşkıran     |            |             | Bez walki          |           |         |
| Runda 3   |                    |            |             |                    |           |         |
| 1         | Celal Taşkıran     | 0-3.5 PS   | 5:13        | Roger Tallroth     | 0         |         |
| 2         | Karl-Heinz Helbing | 0.5-3.5 SP | 3-13        | Chris Catalfo      | 1         |         |
| 0         | Kim Yeong-nam      | 3-1 PP     | 7-3         | Martial Mischler   | 1         |         |
| Runda 4   |                    |            |             |                    |           |         |
| 2         | Celal Taşkıran     | 1-3 PP     | 3-9         | Kim Yeong-nam      | 0         |         |
| 0         | Roger Tallroth     | 3.5-0.5 SP | 13-4        | Chris Catalfo      | 2         |         |
| 1         | Martial Mischler   |            |             | Bez walki          |           |         |
| Finał     |                    |            |             |                    |           |         |
|           | Kim Yeong-nam      | 3-1 PP     | 7-3         | Martial Mischler   |           |         |
|           | Martial Mischler   | 0-3.5 PS   | 5:46        | Roger Tallroth     |           |         |
|           | Roger Tallroth     | 3.5-0 SO   | 11-0        | Kim Yeong-nam      |           |         |

#### Klasyfikacja
| Zawodnik           | Przegrane | Runda | Punktacja | Finał |
| ------------------ | --------- | ----- | --------- | ----- |
| Roger Tallroth     | 0         | -     | 11        | 7     |
| Kim Yeong-nam      | 0         | -     | 12        | 3     |
| Martial Mischler   | 1         | -     | 9         | 1     |
| Chris Catalfo      | 2         | 4     | 9         |       |
| Celal Taşkıran     | 2         | 4     | 4         |       |
| Karl-Heinz Helbing | 2         | 3     | 5.5       |       |
| Takahiro Mukai     | 2         | 2     | 1         |       |
| Issam Awarke       | 2         | 2     | 0         |       |
| Óscar Strático     | 2         | 2     | 0         |       |

#### Grupa B
| Przegrane | Zawodnik          | Wynik      | Czas/Punkty | Zawodnik             | Przegrane |         |
| Runda 1   | Runda 1           | Runda 1    | Runda 1     | Runda 1              | Runda 1   | Runda 1 |
| --------- | ----------------- | ---------- | ----------- | -------------------- | --------- | ------- |
| 1         | Jeff Stuebing     | 0-4 ST     | 0-12        | Ștefan Rusu          | 0         |         |
| 1         | Ali Hussain Faris | 0-4 ST     | 0-12        | Jouko Salomäki       | 0         |         |
| 1         | Romelio Salas     | 1-3 PP     | 5-12        | Muhammad Hammad      | 0         |         |
| 0         | Karlo Kasap       | 3.5-0.5 SP | 13-3        | Abd al-Aziz at-Tahir | 1         |         |
| Runda 2   |                   |            |             |                      |           |         |
| 1         | Jeff Stuebing     | 4-0 TF     | 4:56        | Ali Hussain Faris    | 2         |         |
| 1         | Ștefan Rusu       | 1-3 DC     | 0-0         | Jouko Salomäki       | 0         |         |
| 2         | Romelio Salas     | 0-4 ST     | 0-13        | Karlo Kasap          | 0         |         |
| 0         | Muhammad Hammad   | 3-1 DC     | 0-0         | Abd al-Aziz at-Tahir | 2         |         |
| Runda 3   |                   |            |             |                      |           |         |
| 2         | Jeff Stuebing     | 0-3 PO     | 0-3         | Jouko Salomäki       | 0         |         |
| 1         | Ștefan Rusu       | 4-0 ST     | 14-0        | Muhammad Hammad      | 1         |         |
| 0         | Karlo Kasap       |            |             | Bez walki            |           |         |
| Runda 4   |                   |            |             |                      |           |         |
| 1         | Karlo Kasap       | 1-3 PP     | 2-4         | Ștefan Rusu          | 1         |         |
| 0         | Jouko Salomäki    | 4-0 ST     | 12-0        | Muhammad Hammad      | 2         |         |
| Finał     |                   |            |             |                      |           |         |
|           | Ștefan Rusu       | 1-3 DC     | 0-0         | Jouko Salomäki       |           |         |
|           | Karlo Kasap       | 1-3 PP     | 2-4         | Ștefan Rusu          |           |         |
|           | Jouko Salomäki    | 1-3 PP     | 1-5         | Karlo Kasap          |           |         |

#### Klasyfikacja
| Zawodnik             | Przegrane | Runda | Punktacja | Finał |
| -------------------- | --------- | ----- | --------- | ----- |
| Jouko Salomäki       | 0         | -     | 14        | 4     |
| Ștefan Rusu          | 1         | -     | 12        | 4     |
| Karlo Kasap          | 1         | -     | 8.5       | 4     |
| Muhammad Hammad      | 2         | 4     | 6         |       |
| Jeff Stuebing        | 2         | 3     | 4         |       |
| Abd al-Aziz at-Tahir | 2         | 2     | 1.5       |       |
| Romelio Salas        | 2         | 2     | 1         |       |
| Ali Hussain Faris    | 2         | 2     | 0         |       |

### Runda finałowa[13]
| Zawodnik         | Wynik           | Czas/Punkty     | Zawodnik        |                 |
| O piąte miejsce  | O piąte miejsce | O piąte miejsce | O piąte miejsce | O piąte miejsce |
| ---------------- | --------------- | --------------- | --------------- | --------------- |
| Martial Mischler | 1-3 PP          | 3-6             | Karlo Kasap     |                 |
| O brązowy medal  |                 |                 |                 |                 |
| Kim Yeong-nam    | 1-3 PP          | 1-6             | Ștefan Rusu     |                 |
| Finał            |                 |                 |                 |                 |
| Roger Tallroth   | 1-3 PP          | 4-5             | Jouko Salomäki  |                 |